# Анчугово
Анчу́гово (рос. Анчугово) — присілок у складі Катайського району Курганської області, Росія. Входить до складу Верхньотеченської сільської ради.
Населення — 199 осіб (2010, 294 у 2002).
Національний склад станом на 2002 рік: росіяни — 90 %.
У присілку народився Герой Радянського Союзу Анчугов Олександр Галактіонович (*1923-†1979).